# Argentinas damlandslag i basket

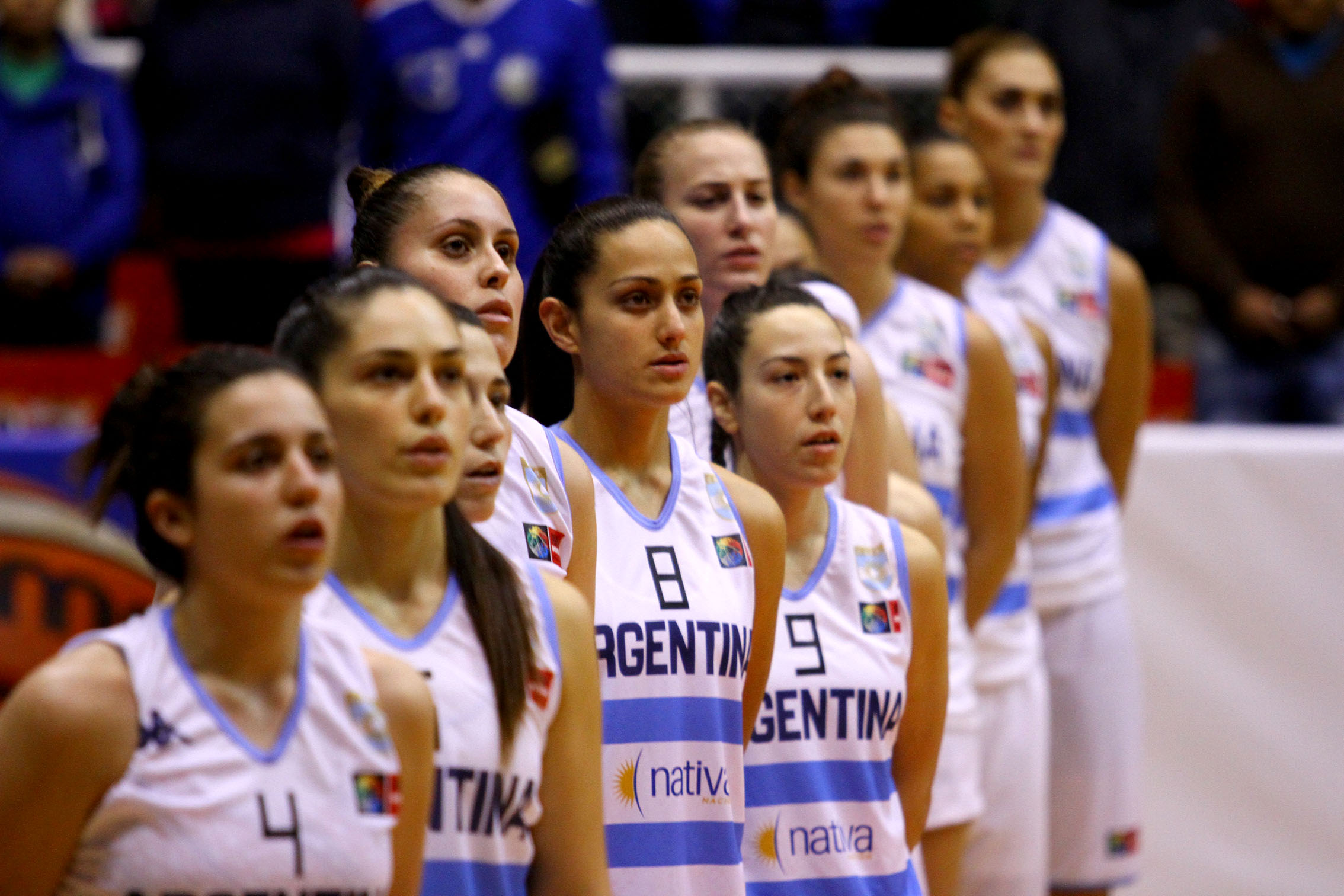
Argentinas damlandslag vid sydamerikanska mästerskapet 2014 i Ecuador.

Argentinas damlandslag i basket (spanska: Selección femenina de básquetbol de Argentina) representerar Argentina i basket på damsidan. Laget blev sydamerikanska mästarinnor 1948.

### Fotnoter
1. ↑  Todor Krastev (19 mars 1948). ”Women Basketball II Campeonato Sudamericano 1948 Buenos Aires (ARG) 14-30.05 - Winner Argentina” (på engelska). Sport Statistics. Arkiverad från originalet den 24 juni 2015. https://web.archive.org/web/20150624164115/http://todor66.com/basketball/South_America/Women_1948.html. Läst 24 juni 2015.